# Dromaeolus konensis
Dromaeolus konensis är en skalbaggsart som beskrevs av Sharp 1908. Dromaeolus konensis ingår i släktet Dromaeolus och familjen halvknäppare. Inga underarter finns listade i Catalogue of Life.